# Taeniophyllum gilimalense
Taeniophyllum gilimalense là một loài thực vật có hoa trong họ Lan. Loài này được Jayaw. miêu tả khoa học đầu tiên năm 1963.